# Lenharrée

Lenharrée este o comună în departamentul Marne, Franța. În 2009 avea o populație de 101 de locuitori.